# Rosenkällasjön
Rosenkällasjön är en sjö i Linköpings kommun i Östergötland och ingår i Motala ströms huvudavrinningsområde. Rosenkällasjön ligger i Tinnerö eklandskap Natura 2000-område. Sjön är 4 meter djup, har en yta på 0,43 kvadratkilometer och befinner sig 81,5 meter över havet.